# Waran szary
Waran szary, waran pustynny (Varanus griseus) – gatunek gada z rodziny waranowatych (Varanidae).
OpisOczy duże, nozdrza w kształcie ukośnych szczelin, wąski koniec pyska, skóra od szarobrązowej do żółtobrązowej pokryta licznymi ciemnymi plamkami tworzącymi na tułowiu poprzeczne pasy.
RozmiaryDługość do 130 cm.
Masa ciała do 3 kg (samice: 1–1,8 kg).
WystępowaniePółnocna Afryka, południowo-zachodnia i środkowa Azja (do północno-zachodnich Indii, południowego Kazachstanu i południowo-wschodniej Turcji).
BiotopPiaszczyste lub kamieniste pustynie.
PokarmOwady, skorpiony, gady, jaja ptaków i pisklęta.
ZachowanieKopie nory lub jamy, w których się ukrywa, bardzo szybko biega, dobrze wspina się na drzewa. Bardzo agresywny.
RozmnażanieSamica składa do jam w piasku od 10 do 20 jaj.